# Štraser
Štraser, též těžký pštros, je plemeno holuba domácího. Je to nelétající holub vhodný pro voliérový chov.
Plemeno vzniklo z moravského pštrosa. Ten byl počátkem 19. století vyšlechtěn na jižní a střední Moravě pravděpodobně zkřížením domácích holubů s některým plemenem v pštrosí kresbě. Zřejmě se jednalo o některého slepičáka, ti byli dále přikřižováni prokazatelně na konci 19. a začátku 20. století. Na začátku 20. století bylo plemeno zušlechťováno plemenem florentýn a přilita byla i krev vídeňského slepičáka. V roce 1907 vznikl v Německu chovatelský klub a štraser byl uznán jako samostatné plemeno, rozdílné od moravského pštrosa. Jeho další šlechtění vedlo ke zvětšení velikosti a hmotnosti ptáků.
Štraser je velký, robustní holub se značnou hloubkou těla. Hlava je velká a široká, čelo je výrazně klenuté. Oční duhovka má oranžově červenou až červenou barvu. Zobák je silný a krátký. Krk není dlouhý, je silný a široce nasedá na širokou a hlubokou hruď. Hřbet je krátký, široký a skloněný dozadu, křídla a ocas jsou rovněž krátké, stejně tak nohy, běháky a prsty jsou neopeřené.
Toto plemeno má typickou kresbu, která se nazývá gazzi, v Česku se ale nejčastěji označuje jako kresba pštrosí, podle zbarvení moravského pštrosa. Hlava s obojkem, křídla, záda a ocas jsou barevné, ostatní opeření je bílé. Chová se v mnoha barevných rázech, nejrozšířenější je zbarvení černé, modré, červené a žluté. V porovnání s moravským pštrosem není zbarvení tak intenzivní a v červeném barevném rázu není tak lesklé, peří štrasera také není tak přilehlé.